# Волков, Александр Анатольевич
Александр Анатольевич Волков (укр. Олекса́ндр Анато́лійович Во́лков, англ. Alexander Volkov; род. 29 марта 1964, Омск, РСФСР, СССР) — советский и украинский баскетболист, один из первых советских баскетболистов в НБА. Заслуженный мастер спорта СССР (1988). Член Зала славы ФИБА (2020).
Окончил Киевский институт физкультуры (1987).

## Биография
Большую часть советского этапа карьеры выступал за «Строитель» (Киев) под руководством Бориса Вдовиченко, а также играл за ЦСКА (Москва) (1986—1988).
В 1989 году был одним из первых советских баскетболистов в НБА. Играл под руководством будущего тренера национальной сборной Украины Майка Фратэлло за клуб «Атланта Хокс» в сезонах 1989/1990 и 1991/1992, где его партнёрами были Док Риверс, Моузес Мэлоун и Доминик Уилкинс. Провёл в НБА 149 матчей, набирая в среднем 6,8 очка + 2,5 подбора + 2,2 передачи за игру. В свой первый год в «Атланте» Волков провел лишь 4 матча в старте, проводя на паркете в среднем 13,0 минуты и принося «ястребам» 5,0 очка + 1,7 подбора + 1,2 передачи. Однако свой второй сезон в НБА Александр отыграл уже значительно лучше: провел 77 игр (в 27 из них выходя в старте), получал от тренера в среднем по 19,7 минуты и приносил команде 8,6 очка + 3,4 подбора + 3,2 передачи.
В «Атланте Хокс» зарабатывал 600 000 долларов за сезон. За время пребывания в Атланте купил себе дом, где проживал в свободное время.
Перед ОИ-92 подписал 3-летний контракт с новичком высшего дивизиона Италии — клубом «Калабрия». В сезоне 1992/93 клуб не только остался в элитном дивизионе, но вышел в плей-офф чемпионата Италии и уступил в 1/4 финала «Бенеттону». Волков был лидером команды, в среднем за игру набирал не менее 20 очков.
В 1993 году хозяин «Калабрии» разорился, и Волков вынужден был искать новый клуб. Получив выгодное финансовое предложение, подписал контракт с БК «Панатинаикос», где и провёл сезон 1993/94. Партнёром в новой команде был Тийт Сокк.
Следующий сезон 1994/95 выступал уже за «Олимпиакос».
В 2000—2002 годах играл за БК «Киев».
В 1999—2000 годах — министр спорта Украины. Депутат Верховной Рады VI и VII созывов.
С июня 2007 года Волков занимает пост председателя Федерации баскетбола Украины.
На парламентских выборах 2014 года вошёл в избирательный список от партии «Сильная Украина» Сергея Тигипко.

## Достижения
- Олимпийский чемпион 1988.
- Серебряный призёр Чемпионата мира по баскетболу 1986, 1990
- Чемпион Европы 1985.
- Серебряный призёр Чемпионата Европы 1987
- Бронзовый призёр Чемпионата Европы 1989
- Чемпион СССР 1988, 1989
- Самый ценный игрок чемпионата СССР сезона 1988/1989
- Награждён орденом Дружбы (Россия, 21 декабря 2006 года) — за большой вклад в укрепление дружественных отношений и развитие сотрудничества между государствами в области спорта[4]
- Награждён Орденом «За заслуги» III степени (1 декабря 2011 года) — за значительный личный вклад в социально-экономическое, научно-техническое, культурно-образовательное развитие независимого Украинского государства, весомые трудовые достижения, многолетний добросовестный труд[5]
- Заслуженный работник физической культуры и спорта Украины (28 июня 2021 года) — за значительный личный вклад в государственное строительство, укрепление национальной безопасности, социально-экономическое, научно-техническое, культурно-образовательное развитие Украинского государства, весомые трудовые достижения, многолетний добросовестный труд и по случаю 25-й годовщины принятия Конституции Украины[6]

## Семья
Жена Алла, дочери Анастасия и Александра.

## Статистика

### Статистика в НБА
| Сезон                                                                                    | Команда | Регулярный сезон | Регулярный сезон | Регулярный сезон | Регулярный сезон | Регулярный сезон | Регулярный сезон | Регулярный сезон | Регулярный сезон | Регулярный сезон | Регулярный сезон | Регулярный сезон | Серия плей-офф | Серия плей-офф | Серия плей-офф | Серия плей-офф | Серия плей-офф | Серия плей-офф | Серия плей-офф | Серия плей-офф | Серия плей-офф | Серия плей-офф | Серия плей-офф |
| Сезон                                                                                    | Команда | GP               | GS               | MPG              | FG%              | 3P%              | FT%              | RPG              | APG              | SPG              | BPG              | PPG              | GP             | GS             | MPG            | FG%            | 3P%            | FT%            | RPG            | APG            | SPG            | BPG            | PPG            |
| ---------------------------------------------------------------------------------------- | ------- | ---------------- | ---------------- | ---------------- | ---------------- | ---------------- | ---------------- | ---------------- | ---------------- | ---------------- | ---------------- | ---------------- | -------------- | -------------- | -------------- | -------------- | -------------- | -------------- | -------------- | -------------- | -------------- | -------------- | -------------- |
| 1989/90                                                                                  | Атланта | 72               | 4                | 13,0             | 48,2             | 38,2             | 58,3             | 1,7              | 1,2              | 0,5              | 0,3              | 5,0              | Не участвовал  | Не участвовал  | Не участвовал  | Не участвовал  | Не участвовал  | Не участвовал  | Не участвовал  | Не участвовал  | Не участвовал  | Не участвовал  | Не участвовал  |
| 1991/92                                                                                  | Атланта | 77               | 27               | 19,7             | 44,1             | 31,8             | 63,1             | 3,4              | 3,2              | 0,9              | 0,4              | 8,6              | Не участвовал  | Не участвовал  | Не участвовал  | Не участвовал  | Не участвовал  | Не участвовал  | Не участвовал  | Не участвовал  | Не участвовал  | Не участвовал  | Не участвовал  |
|                                                                                          | Всего   | 149              | 31               | 16,5             | 45,5             | 33,3             | 61,3             | 2,6              | 2,2              | 0,7              | 0,3              | 6,8              | Не участвовал  | Не участвовал  | Не участвовал  | Не участвовал  | Не участвовал  | Не участвовал  | Не участвовал  | Не участвовал  | Не участвовал  | Не участвовал  | Не участвовал  |
| Наведите курсор мыши на аббревиатуры в заголовке таблицы, чтобы прочесть их расшифровку. |         |                  |                  |                  |                  |                  |                  |                  |                  |                  |                  |                  |                |                |                |                |                |                |                |                |                |                |                |